# 2022 irodalmi díjai
Ez a szócikk a 2022-ben irodalmi díjat nyert szerzők nevét, illetve alkotások címét gyűjti össze, a kiosztott díjak megnevezésével.

## Nemzetközi, ill. regionális díjak
- Irodalmi Nobel-díj – Annie Ernaux francia író
- Nemzetközi Booker-díj – Geetanjali Shree (hindi : गीतांजलि श्री) indiai írónő Tomb of Sand c. regénye, fordító: Daisy Rockwell
- Jeruzsálem-díj (két évente) –
- Franz Kafka-díj –
- Neustadt Nemzetközi Irodalmi Díj – Boubacar Boris Diop francia nyelvű szenegáli író
- Az Északi Tanács Irodalmi Díja – Solvej Balle (Dánia): Om udregning af rumfang I, II og III
- Az Európai Unió Irodalmi Díja – Iva Pezuashvili (ივა ფეზუაშვილი) grúz író: ბუნკერი (bunk’eri)

## Nemzeti díjak

### Európa

#### Ausztria
- Ingeborg Bachmann-díj – Ana Marwan: Wechselkröte
- Osztrák állami díj az európai irodalomért – Ali Smith (Nagy-Britannia)

#### Brit díjak
- Booker-díj – Shehan Karunatilaka Srí Lanka-i író The Seven Moons of Maali Almeida című regénye
- Duff Cooper-díj –
- Forward-díj – (legjobb verseskötet) Kim Moore: All the Men I Never Married
- Nők szépprózai díja – Ruth Ozeki: The Book of Form and Emptiness

Lásd még: Brit irodalmi díjak listája

#### Csehország
- Magnesia Litera díj – Pavel Klusák Gott: Československý příběh

#### Finnország
- Finlandia-díj – Iida Rauma Hävitys: Tapauskertomus című regényéért
- Runeberg-díj – Quynh Tran Skugga och svalka című svéd nyelvű regényéért

#### Franciaország
- Femina-díj – Claudie Hunzinger: Un chien à ma table
- Goncourt-díj – Brigitte Giraud: Vivre vite
- Valery Larbaud-díj –
- Médicis-díj – Emmanuelle Bayamack-Tam: La Treizième heure

#### Lengyelország
- Nike Irodalmi Díj – Jerzy Jarniewicz: Mondo Cane

#### Magyarország
- AEGON művészeti díj –
- Csáth Géza-díj – Tóbiás Krisztián
- Déry Tibor-díj – 
  - Deczki Sarolta irodalomtörténész, filozófus, kritikus
  - Krusovszky Dénes költő, író, kritikus
  - Sallai Katalin Krisztina magyar nyelv és irodalom tanár
  - Schein Gábor költő, író, műfordító, esszéista
- Füst Milán-díj –
- Hazai Attila Irodalmi Díj – Szabó Marcell
- Libri irodalmi díj és közönségdíj:
  - Libri irodalmi díj – Krasznahorkai László: Herscht 07769
  - Libri irodalmi közönség – Bödőcs Tibor: Mulat a Manézs
- Margó-díj (a legjobb első prózakötetnek) – Vonnák Diána: Látlak
- Osvát Ernő-díj – Markója Csilla, az Enigma folyóirat alapító főszerkesztője
- Petri György-díj – Rékai Anett
- Szépíró-díj: 
  - szépirodalom kategória – Ladik Katalin
  - értekező próza kategória – Havasréti József
- Zelk Zoltán-díj – Csehy Zoltán

#### Németország
- Büchner-díj – Emine Sevgi Özdamar
- Frankfurti Goethe-díj –
- Német Könyvdíj – Kim de l’Horizon: Blutbuch
- Lipcsei Könyvdíj az Európai Megértésért – Karl-Markus Gauß (Ausztria): Die unaufhörliche Wanderung: Reportagen

#### Olaszország
- Bagutta-díj – Benedetta Craveri: La contessa
- Bancarella-díj – Stefania Auci: L'inverno dei leon

#### Oroszország
- Nagy Könyv díj –
- NOSZ-díj –

#### Portugália
- Camões-díj – Silviano Santiago (Brazília)

#### Spanyolország
- Cervantes-díj – Rafael Cadenas venezuelai költő és esszéista
- Nadal-díj – Inés Martín Rodrigo: Las formas del querer
- Planeta-díj [Premio Planeta] – Luz Gabás:  Lejos de Luisiana (Távol Louisianától)[1][2]

#### Svédország
- August-díj – Ia Genberg: Detaljerna (széppróza kategória)

### Amerika

#### Amerikai Egyesült Államok
- Nemzeti Könyvdíj (USA) – Tess Gunty The Rabbit Hutch [A nyúlketrec] című regénye (Fiction kategória)
- PEN Faulkner-díj (USA-szerzőknek) – Rabih Alameddine: The Wrong End of the Telescope
- PEN Hemingway-díj (még díjazatlan USA-szerzőknek) – Torrey Peters: Detransition, Baby
- Pulitzer-díj (regény) – Joshua Cohen: The Netanyahus (Netanjahu-ék)

Lásd még: Az USA irodalmi díjainak listája

#### Chile
- Chilei Nemzeti Irodalmi Díj – Hernán Rivera Letelier

### Ázsia

#### India
- Jnanpith-díj –

#### Japán
- Akutagava-díj:
  - első félév – Idogava Iko:  (この世の喜びよ; Hepburn: Kono yo no yorokobi yo?)
  - második félév –  Szató Acusi:  (荒地の家族; Hepburn: Arechi no kazoku?)

## Tematikus díjak

### Sci-fi és fantasy
- Hugo-díj, regények – Arkady Martine: A Desolation Called Peace
- Nebula-díj, regények – P. Djèlí Clark: A Master of Djinn

### Gyermek- és ifjúsági irodalom
- Hans Christian Andersen-díj (nemzetközi) – Marie-Aude Murail francia író; illusztráció: Suzy Lee koreai művész
- Astrid Lindgren-emlékdíj – Eva Lindström (Svédország)
- Newbery Medal (USA) – Donna Barba Higuera: The Last Cuentista